# Herbert Raabe
Herbert P. Raabe (né le 15 août 1909 à Halle (Saale); † 25 août 2004 à  Rockville (Maryland)) est un électrotechnicien allemand. Co-découvreur du théorème d'échantillonnage, sa carrière est consacrée aux applications du radar.

## Biographie
Élève au lycée professionnel de Zeitz, il peut étudier l'électrotechnique à l'université technique de Berlin, où il obtient en 1939 son diplôme d'ingénieur avec un mémoire sur l'accès multiple par répartition temporelle. L'un des thèmes essentiels de cette étude est la limitation imposée par le théorème d'échantillonnage sur la distribution des informations entre différents serveurs : ce résultat est publié dans le n°16 de la revue allemande Elektrische Nachrichtentechnik (pp. 213–228). Raabe en est donc l'un des co-découvreurs aux côtés de Nyquist et de Shannon.
Wilhelm Stäblein en fait l'un de ses assistants. Il épouse en 1940 Charlotte Lettau († 1952) qui lui donne un fils, Wolfram († 1957). Au cours de la Deuxième guerre mondiale, il travaille au perfectionnement du radar au sein de l'Institut des hyperfréquences Heinrich-Hertz. Membre du parti nazi, il perd son poste dans le cadre de la dénazification des universités, et se tourne dans une entreprise de reproduction de microfilms.
En 1946, il met au point un contrôleur à ultrasons pour l'Institut militaire soviétique des Télécommunications, et leur propose un commutateur téléphonique ; mais l'année suivante, l'US Air Force lui propose de venir travailler à Dayton (Ohio) comme conseiller technique du laboratoire de reconnaissance aérienne de la base de Wright-Patterson : on lui demande de réaliser un interféromètre pour analyser les échos radar d'un guide d'ondes rotatif commun à deux canaux.
Puis en 1956, il obtient le poste de chef du département Électronique de General Mills, Inc., firme qui fusionne en 1963 avec Litton Industries. Il y conçoit de nouvelles techniques radar et un système de brouillage, travaille sur l'utilisation de satellites passifs et sur les capteurs optiques permettant de stabiliser les satellites. Ses recherches sur les satellites sont exposées au XIIIe congrès d'astronautique de Varna (Bulgarie).
De 1966 à 1974, il travaille au sein d’IBM Federal Systems Division sur le décodage d'échos radar, le brouillage et les applications des réseaux en grille d'antennes rétrodirectives. Il recommande également un dispositif d'atterrissage guidé par micro-ondes (MLS) pour la navette spatiale. Son projet de guidage d'atterrissage se classe premier lors d'un concours international lancé par la NSA, mais n'a pas été réalisé.
Il se remarie avec Hildegard Zumbusch († 17 juin 2009), dont il a quatre enfants. Membre de l’IEEE, de l’Association américaine d’aéronautique et d’astronautique, il se retire en 1968 à Potomac, dans le Maryland et prend sa retraite en 1974.

## Publication
- (en) P.L. Butzer, « Characteristics of passive Communication satellites with Lambertian surfaces », NASA technical Note D-1841,‎ septembre 1963 (lire en ligne [PDF; 2,9 MB])